# Pirámide de la Serpiente Emplumada
La pirámide de la Serpiente Emplumada o Templo de Quetzalcóatl es el tercer edificio de mayor envergadura de Teotihuacán, la mayor ciudad mesoamericana del periodo clásico cuyas ruinas se encuentran en México. El edificio consta de siete cuerpos de talud-tablero y parte de su fachada oeste fue decorada a principios del siglo III con esculturas que representan a la Serpiente Emplumada, una de las deidades más antiguas e importantes de los pueblos mesoamericanos, más adelante denominado Quetzalcóatl.

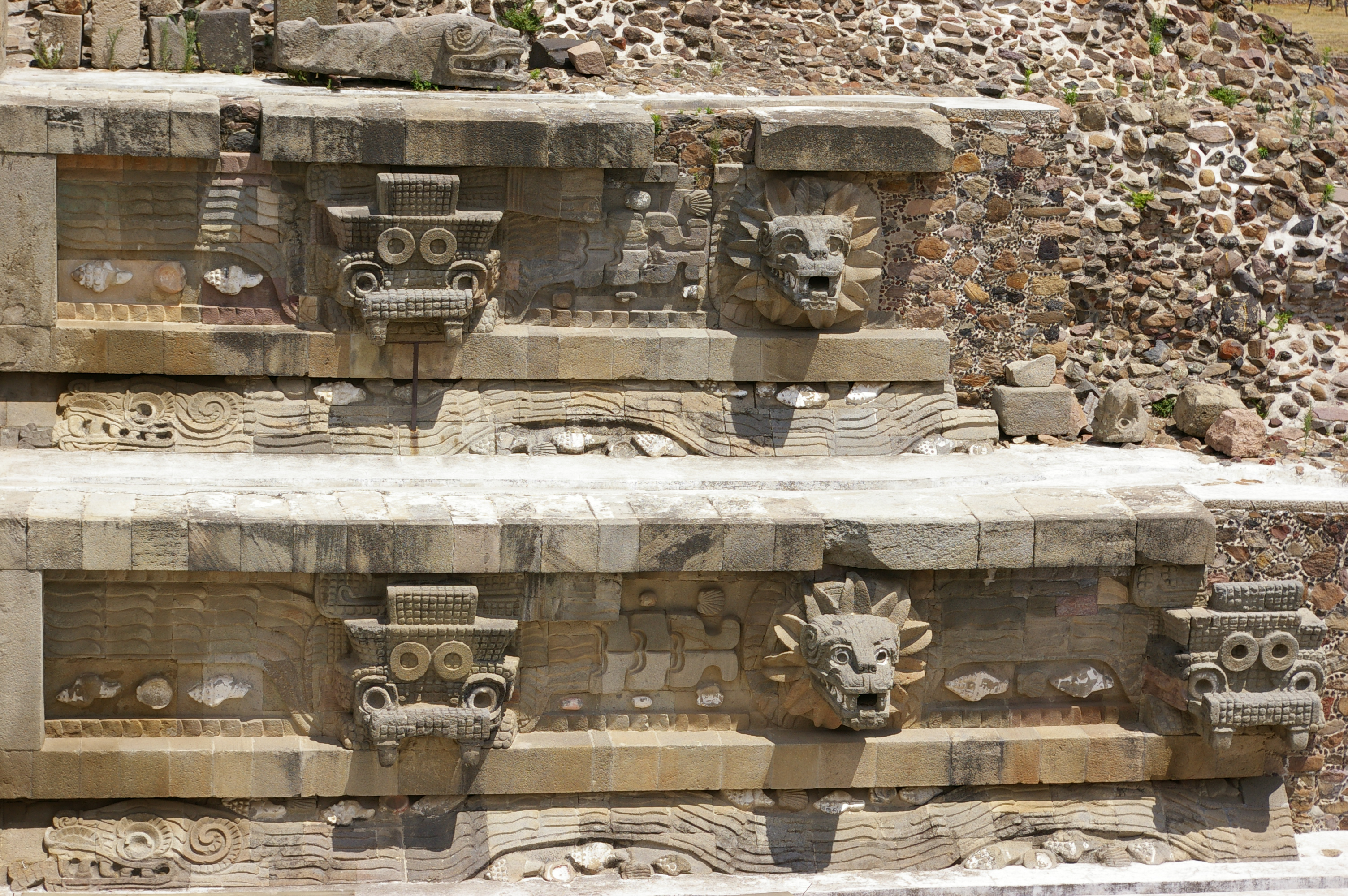
Detalle de la pirámide, mostrando las cabezas de "Tlaloc" (izquierda) y la serpiente emplumada (derecha) en disposición alternante. Notables las largas serpientes onduladas de perfil en el friso inferior al de las cabezas.

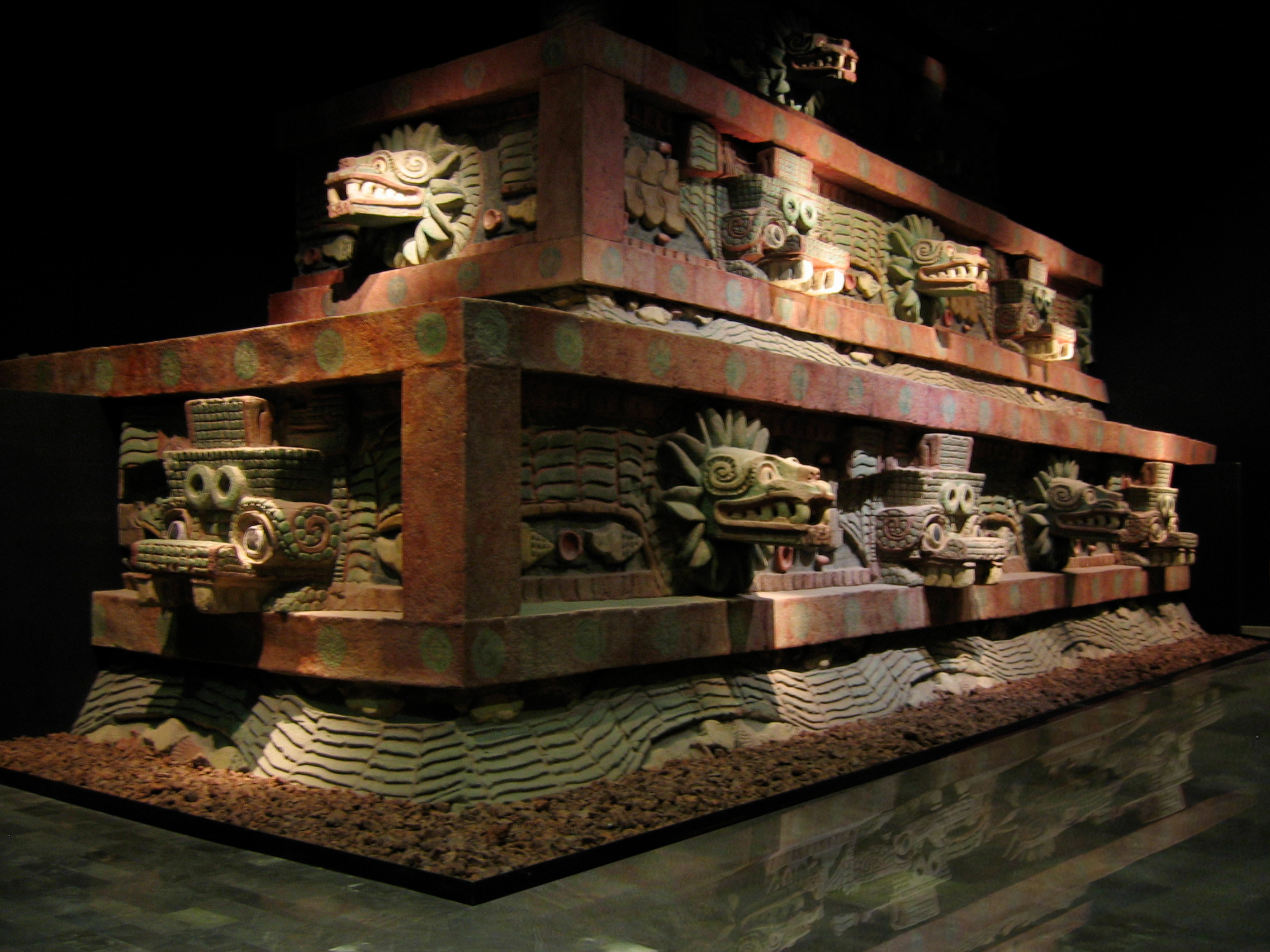
Reconstrucción del aspecto original de la fachada con serpientes emplumadas de la pirámide.

El edificio fue descubierto en 1918 durante las excavaciones realizadas por Manuel Gamio. Estaba oculto por la plataforma adosada, que se levantó delante durante la fase Metepec (700 a 750 d. C.), al tiempo que las esculturas que cubrían los lados visibles del templo fueron destruidas intencionalmente, mientras que la fachada fue cubierta con una nueva estructura, lo que permitió su conservación. Ello sugiere que los líderes adeptos a él o el dios de la pirámide perdieron el favor del pueblo, siendo sustituidos.
En los cimientos del templo de la Serpiente Emplumada fueron descubiertas en la década de 1980 más de doscientas personas enterradas que fueron sacrificadas como ofrenda de fundación cuando se erigió el templo, entre 150 y 200 d. C. Estaban agrupados en varias zonas y había hombres y mujeres, aunque el número de varones era mayor. Estaban maniatados, y los hombres con armas y pertrechos guerreros y collares de dientes humanos, lo que sugiere que eran guerreros al servicio de la ciudad y no prisioneros capturados. La riqueza de los ajuares aumenta hacia el centro de la pirámide. Dos tumbas fueron saqueadas durante la época prehispánica. En 2003 se descubrió al pie del edificio la entrada a un largo túnel que corre por debajo de la estructura; el pasaje llevaba a varias cámaras con abundantes ofrendas, cerámica, estatuillas, restos de jaguares, bolas de brillante pirita... Por esta razón, los especialistas opinan que el edificio podría ser una representación del Tonacatépetl, la montaña mítica guardada por los servidores de Tláloc, donde surgió el maíz.